# Daniyel Cimen
Daniyel Cimen ['tʃiˑmən] (* 19. Januar 1985 in Hanau) ist ein deutscher Fußballtrainer und ehemaliger Fußballspieler.

## Leben
Der Sohn aramäischer Eltern aus der Türkei begann als Vierjähriger bei der SG Nieder-Roden mit dem Fußballspielen und wechselte 1994 neunjährig zu Eintracht Frankfurt. Nach ersten Einsätzen in der Frankfurter Reservemannschaft gab Cimen am 27. Oktober 2002 sein Profidebüt für die Eintracht, als er im Zweitligaspiel gegen LR Ahlen (4:1) eingewechselt wurde. Er absolvierte vier Spiele in der Saison 2002/03 und stieg mit den Hessen in die 1. Bundesliga auf. Nach dem Abstieg ein Jahr später absolvierte er in der Saison 2004/05 neun Zweitligaspiele und schaffte mit der Eintracht die sofortige Rückkehr in die Bundesliga. Cimen spielte 47 mal für die Jugend-Nationalmannschaften des DFB (U15–U19), 15 mal für die U-20-Nationalmannschaft. Des Weiteren kam er 2005 einmal im Team 2006 zum Einsatz.
Sein Debüt in der Fußball-Bundesliga feierte er in der Saison 2005/06 am 24. September 2005 beim Spiel seines damaligen Vereins Eintracht Frankfurt gegen den VfL Wolfsburg, welches mit 0:1 verloren ging. In dieser Saison feierte er den zweiten Platz mit der Eintracht im DFB-Pokal 2005/06.
Zur Rückrunde der Saison 2006/07 wechselte Cimen auf Leihbasis zu Eintracht Braunschweig, das ihn im Rahmen der Kampagne „Elf Siege für die Zweite Liga“ verpflichtet hatte, um den drohenden Abstieg in die Regionalliga zu verhindern, was allerdings nicht gelang.
Am 15. Juni 2007 unterschrieb er einen Zweijahresvertrag bis 2009 bei den Kickers Offenbach und spielte somit beim Erzrivalen seines früheren Arbeitgebers in seiner alten Heimat. Zur Saison 2008/09 wechselte er zum FC Erzgebirge Aue in die neugeschaffene 3. Liga.
Ab der Saison 2010/11 spielte er wieder für die zweite Mannschaft von Eintracht Frankfurt. 2011 schloss er seinen B-Lizenz-Trainerschein ab und fungierte in der Saison 2011/12 zusätzlich als Co-Trainer der Mannschaft. Zur Saison 2012/13 übernahm er die U-19 von Eintracht Frankfurt als Cheftrainer.
In der Saison 2015/16 war Cimen Cheftrainer des Hessenligisten Rot-Weiss Frankfurt. Zugleich war er auch weiter als Spieler für den Gruppenligisten FC Hanau 93 aktiv.
Ab 2018 war Cimen Trainer des mittelhessischen Fußballklubs FC Gießen. Mit diesem stieg er 2019 und nach einem zwischenzeitlichen Abstieg wieder 2024 in die viertklassige Regionalliga Südwest auf.
Seit September 2024 ist er Trainer des Regionalligisten SG Barockstadt Fulda-Lehnerz.